# Golo Brdo, Brda
Golo Brdo je naselje na levem bregu Idrije ob slovensko - italijanski državni meji v Občini Brda.
Na griču nad naseljem stoji poznogotska podružnična cerkev Marije na Jezeru postavljene v začetku 16. stoletja. Cerkev ima pravokotno ladjo, tristrano sklenjen prezbiterij in od daleč viden zvonik. V
naselju stoji nekaj starih hiš, ki s svojim arhitekturnim izrazom kažejo na močan vpliv bližnje Beneške Slovenije in Furlanije